# خيرت الشاطر
محمد خيرت سعد عبد اللطيف الشاطر وشهرته خيرت الشاطر (ولد في 4 مايو 1950) مهندس مدني ورجل أعمال مصري، والنائب الأول لمرشد جماعة الإخوان المسلمين. وهو ممن خرجوا من الجماعة الإسلامية وانضموا للإخوان، تم محاكمته عسكريا أربعة مرات في عهد الرئيس الأسبق حسني مبارك، خرج من السجن بعد ثورة 25 يناير بإفراج صحي من المجلس العسكري بعد قضاء ما يقرب من 4 سنوات وربع من الحكم عليه بالسجن 7 سنوات في القضية 2 لسنة 2007م جنايات عسكرية والمعروفة إعلاميا «بقضية مليشيات الأزهر». ترشّح مستقلاً لانتخابات الرئاسة المصرية 2012 واستُبعد من الانتخابات. قٌبض عليه بعد انقلاب 3 يوليو 2013 ووُجّهت له تهمة التحريض على القتل.

## حياته
هو من مواليد محافظة الدقهلية بمدينة شربين في 4 مايو 1950، متزوج من المهندسة «عزة توفيق» وله ثمانية من البنات وولدان وستة عشر حفيداً.
- عمل بعد تخرّجه معيدًا ثم مدرسًا مساعدًا بـكلية الهندسة في جامعة المنصورة حتى عام 1981 حين أصدر الرئيس المصري الراحل محمد أنور السادات قراراً بنقله خارج الجامعة مع آخرين ضمن قرارات سبتمبر 1981.
- عمل بالتجارة وإدارة الأعمال وشارك في مجالس وإدارات الشركات والبنوك.
- بدأ نشاطه العام الطلابي والسياسي في نهاية تعليمه الثانوي عام 1966. حيث كان في الصف الثاني الثانوي وانضم لمنظمة الشباب الاشتراكي
- انخرط في العمل الإسلامي العام منذ عام 1967.
- شارك في تأسيس العمل الإسلامي العام في جامعة الإسكندرية منذ مطلع السبعينيات. حيث شارك في إحياء النشاط الإسلامي في الجامعة تحت مُسمّى «الجمعية الدينية» والتي تغيّر اسمها فيما بعض ليصبح «الجماعة الإسلامية».
- ارتبط بجماعة الإخوان المسلمين منذ عام 1974.
- تدرّج في مستويات متعددة وأنشطة متنوعة في العمل الإسلامي من أهمها مجالات العمل الطلابي والتربوي والإداري.
- عضو مكتب الإرشاد لجماعة الإخوان المسلمين منذ عام 1995،
- والنائب الثاني للمرشد السابق محمد مهدي عاكف.
- والنائب الأول للمرشد الحالي د. محمد بديع.
- أقام لفترات مختلفة في اليمن والسعودية والأردن وبريطانيا، وسافر إلى العديد من الدول العربية والأوروبية والآسيوية.
- انتخب عضوا بمجلس أمناء الهيئة الشرعية للحقوق والإصلاح يوم الإثنين 24 أكتوبر 2011[7]
- المرشح الأول لجماعة الإخوان المسلمين لـرئاسة الجمهورية 2012، والذي حلّ محله فيما بعد - لظروف استبعاده - د. محمد مرسي والذي فاز بالمنصب في نهاية الأمر.

## مؤهلاته الدراسية
- حاصل على بكالوريوس الهندسة - قسم الهندسة المدنية تخصص الهندسة الإنشائية والخرسانية - كلية الهندسة جامعة الإسكندرية عام 1974.
- حاصل على ماجستير الهندسة في الري والصرف - كلية الهندسة جامعة المنصورة.
- سافر إلى بريطانيا عام 1983 لدراسة الدكتوراه واستمر لفترة فيها ثم تركها للعمل بالتجارة.
- حاصل على ليسانس الآداب - كلية الآداب جامعة عين شمس - قسم الاجتماع.
- حاصل على دبلوم الدراسات الإسلامية - معهد الدراسات الإسلامية.
- حاصل على دبلوم المجتمع المدني والمنظمات غير الحكومية - كلية الاقتصاد والعلوم السياسية بجامعة القاهرة.
- حاصل على دبلوم إدارة الأعمال - جامعة عين شمس.
- حاصل على دبلوم التسويق الدولي - جامعة حلوان.

## مراتب
- اختارته مجلة فورين بوليسي ضمن أبرز مائة شخصية عالمية مفكرة في 2011[8]

## موقع إخوان ويب
قام خيرت الشاطر بتأسيس موقع إخوان ويب، وهو الموقع الرسمي لجماعة الإخوان المسلمين باللغة الإنجليزية، حيث باشر الموقع بإجراء حوارات مع المراكز البحثية الغربية أحدثت صدىً واسعاً، كما قام بتقديم رؤىً جديدة ومعاصرة عن جماعة الإخوان المسلمين للعقل الغربي.

## الحوار مع الغرب
أكَّد خيرت الشاطر بمقالته (لا تخافوا منّا) في صحيفة الغارديان، رغبة جماعة الإخوان المسلمين الرسمية في التواصل مع الغرب بمراكزه البحثية ومثقفيه والمهتمين بشؤون الحركة الإسلامية، وقد جاء هذا المقال بعد الفوز الكبير لمرشحي الإخوان المسلمين في الانتخابات البرلمانية المصرية في عام 2005، وبروز مخاوف غربية نشرت في كتابات متعددة حول الصعود المقلق لما يُسمى بتيار الإسلام السياسي في الشرق الأوسط، وقد كان تأسيس موقع إخوان ويب قبيل ذلك مدعاة لجعل خيرت الشاطر نموذجاً حوارياً لجماعة الإخوان المسلمين مع الغرب.

## سجنه ومصادرة ممتلكاته
تعرّض للسجن ست مرات: بإجمالي 12 سنة في السجن
1. في عام 1968م في عهد الرئيس الراحل عبد الناصر لاشتراكه في مظاهرات الطلاب في نوفمبر 1968 حيث سُجِن أربعة أشهر، وفُصل من جامعة الإسكندرية وجُنِّد في القوات المسلحة المصرية في فترة حرب الاستنزاف قبل الموعد المقرر لخدمته العسكرية المقررة قانونيًا.
2. في عام 1992م ولمدة عام فيما سمي بـقضية سلسبيل.
3. في 1995 حيث حُكم عليه بخمس سنوات في القضية رقم 8 لسنة 1995 جنايات عسكرية، والمعروفة إعلاميًّا بقضية «مجلس شورى الجماعة»، والتي حُكم عليه فيها بخمس سنوات بتهمة إعادة إحياء جماعة محظورة.
4. في عام 2001م لمدة عام تقريبًا.
5. في 14 ديسمبر 2006 تم توقيف الشاطر ومجموعة من قيادات جماعة الإخوان المسلمين وعلمائها ورجال الأعمال البارزين بها بلغ عددهم 40 قيادياً، حيث تم عرضهم في بداية الأمر على القضاء المدني الذي برّأهم وأمر بإطلاق سراحهم ثلاث مرات في القضية رقم 963 لسنة 2006، فتمت إحالتهم بأمر من الحاكم العسكري رئيس الجمهورية السابق محمد حسني مبارك في 5 فبراير 2007 إلى محاكمة عسكرية استثنائية وسرية منعت عنها الكاميرات ووسائل الإعلام، وبعد ما يزيد عن سبعين جلسة من المحاكمة وفي 5 أبريل 2008 أصدر لواء من سلاح المشاة يُدعى عبد الفتاح عبد الله علي أحكاماً مشددة بالسجن ومصادرة الأموال على 25 متهماً منهم 7 خارج البلاد كما قضت بتبرأة 15 متهماً، بلغت جملة الأحكام 128 سنة ما بين 10 سنوات لقيادات الخارج حتى 3 سنوات وكان نصيب الشاطر فيها سبع سنوات وهي أقصى عقوبة شهدتها المحاكمات العسكرية للإخوان في عهد مبارك.
6. في عام 2013 وبعد انقلاب 3 يوليو قُبض عليه واتهم بالتحريض على القتل، وتجري محاكمته وعدد من قيادات الإخوان المسلمين. (صودرت ممتلكاته عدّة مرات).
7. في عام 1992 في قضية سلسبيل صادر النظام الأراضي التي كان خيرت الشاطر وحسن مالك ينويان إقامة مصنع عليها في مدينة السادس من أكتوبر وهي لا زالت مصادرة حتى الآن
8. وفي عام 2006 أحيل للمحاكمة العسكرية وصودرت جميع ممتلكاته هو وأسرته.

### رد الاعتبار
في 1 مارس 2011 وبعد 3 أسابيع من تنحّي حسني مبارك بعد ثورة 25 يناير أصدر المجلس الأعلى للقوات المسلحة قرارًا بالإفراج الصحي عن خيرت الشاطر وحسن مالك بعد قضاء ما يقرب من 4 سنوات وربع من الحكم عليهما ب 7 سنوات في القضية 2 لسنة 2007م جنايات عسكرية والمعروفة إعلاميا «بقضية مليشيات الأزهر».
أدرج اسمه بعد ذلك في كشوف الناخبين وقد أدلى بصوته في الانتخابات البرلمانية 2011 - 2012.
وفي 12 فبراير 2012 أصدر المجلس الأعلى للقوات المسلحة قراراً بالعفو الكلّي عن الشاطر ضمن قرار عفو على 112 آخرين استنادا للمادة 74 و 75 من قانون العقوبات وقد نصَّ على: «إعفاء المهندس محمد خيرت سعد عبد اللطيف الشاطر من كل العقوبات المحكوم بها عليه، وسقوط كل العقوبات التبعية، والآثار الجنائية الأخرى المترتبة على الحكم»، وقد أصبح هذا الحكم ساريا وتم تنفيذه حيث أصدرت مصلحة الأدلة الجنائية بوزارة الداخلية نفاذًا لذلك القرار صحيفة الحالة الجنائية له أثبتت بها مضمون أثر القرار بأنه لا يوجد أحكام مسجلة ضده.
وفي 19 فبراير 2012 تلقت شركة مصر للمقاصة والإيداع المركزي خطابًا من المستشار رئيس محكمة الاستئناف، ورئيس إدارة الأموال المتحفظ عليها، يفيد رفع التحفظ عن أموال كل من: خيرت الشاطر وحسن مالك، بالبورصة، ويتعين عليه رفع التحفظ على أموال زوجتيهما وأبنائهما القُصَّر.
وفي 8 مارس 2012 قضت المحكمة العسكرية العليا، ببراءة كلٍّ من أسعد الشيخة وأحمد عبد العاطي القياديين بالجماعة من تهمة الانضمام لجماعة تأسست على خلاف أحكام القانون والدستور والذين حكم عليهما بـ 5 سنوات في القضية رقم 2 لسنة 2007م جنايات عسكرية والمعروفة إعلاميا «بقضية ميلشيات الأزهر».
وفي 15 مارس 2012 أصدرت المحكمة العسكرية العليا حكمًا بردّ اعتباره من العقوبة المحكوم بها عليه في القضية رقم 8 لسنة 1995 جنايات عسكرية، والمعروفة إعلاميًّا «بقضية مجلس شورى الجماعة»، والتي حُكم عليه فيها بخمس سنوات بتهمة إعادة إحياء جماعة محظورة، وسقوط كل العقوبات التبعية والآثار الجنائية الأخرى والمترتبة على الحكم. ويترتب على رد الاعتبار- حسب نصوص القانون- محو الحكم القاضي بالإدانة بالنسبة للمستقبل وزوال كل ما يترتب عليه من انعدام الأهلية والحرمان من الحقوق وسائر الآثار الجانبية.

### اعتقاله بعد 3 يوليو 2013
في 5 يوليو 2013 إثر الانقلاب العسكري ألقي القبض عليه بتهمه التحريض على قتل المتظاهرين السلميّين أمام مكتب الإرشاد في المُقطّم والتخابر مع دولة أجنبية ضد جمهورية مصر العربية وأودع في سجن طرّة.
قُبيل الإنتخابات الرئاسية عام 2014، صرح المرشح الرئاسي "آنذاك" المشير عبد الفتاح السيسي أنه تلقى تهديدات من القيادي بالإخوان خيرت الشاطر باستقدام "جهاديين" أجانب لقتال الجيش المصري. كما قال السيسي في أحد الحوارات: "الحقيقة أن كلامه (خيرت الشاطر) استفزني بشكل غير مسبوق في حياتي، لأنه كان يعبر عن شكل من أشكال الاستعلاء والتجبر في الأرض. وانفجرت فيه قائلاً: «إنتم عايزين إيه، إنتم خربتم البلد، وأسأتم للدين هو يعني يا تقبلوا كده يا نموتكوا.. إنتم عايزين يا تحكمونا يا تموتونا!». ولكن أسرة الشاطر نفت صحة ما أدلى به، وتحدت إظهار القيادي الموقوف عبر التلفزيون للرد على تلك التهم.

## أحكام صادرة ضده
في 15 يونيو 2015، أصدر قاضي محكمة جنايات القاهرة المنعقدة بأكاديمية الشرطة الحكم بإعدام خيرت الشاطر ومحمد البلتاجي وعدد من قيادات الإخوان في القضية المعروفة بقضية التخابر مع حماس 
ألغت محكمة النقض، في 22 نوفمبر 2016، حكما سابقا من محكمة الجنايات بإعدام خيرت الشاطر ومحمد البلتاجي وأحمد عبد العاطي في قضية التخابر مع حماس كما أصدرت المحكمة قرارا بإعادة محاكمتهم أمام دائرة أخرى.
قضت محكمة جنايات القاهرة، والمنعقدة بسجن طرة (جنوبي القاهرة)، الأربعاء 11 سبتمبر 2019، بالسجن المؤبّد بحق مرشد الإخوان محمد بديع ونائبه خيرت الشاطر و 9 قياديين آخرين بالجماعة بتهمة التجسس لمصلحة حركة حماس الفلسطينية.
أصدرت محكمة النقض، في 09 يوليو 2020، حكما نهائيا بالسجن المؤبد لكل من محمد بديع وخيرت الشاطر و 4 آخرين من قيادات جماعة الإخوان المسلمين في القضية المعروفة إعلاميا بـ«أحداث مكتب الإرشاد».

## ترشحه لرئاسة الجمهورية

خيرت الشاطر وشعار حملته الرئاسية

- أعلنت جماعة الإخوان المسلمين الدفع بخيرت الشاطر للترشح لانتخابات رئاسة الجمهورية 2012 في 31 مارس 2012 بناءً على ترشيح من حزب الحرية والعدالة وجماعة الاخوان المسلمين.[25] عقب خلافات سياسية بينها وبين المجلس العسكري حول إقالة وزارة الجنزوري وذلك يوم 31 مارس 2012، فقدّم استقالته عن منصبه في الجماعة من أجل الترشّح للرئاسة. قد جاء هذا القرار مخالفًا لما قيل من قِبل الجماعة قبل فتح باب الترشح، بأنهم لن يخوضوا سباق الرئاسة. وفي 8 فبراير 2012، نفى الشاطر نيته في الترشح أمام أحمد منصور في برنامج بلا حدود على قناة الجزيرة مباشر مصر.[26]
- وفي يوم الخميس 5 أبريل 2012، تقدّم خيرت الشاطر بأوراق ترشحه للجنة القضائية العليا المشرفة على انتخابات رئاسة الجمهورية.[27] كمرشح عن حزب الحرية والعدالة بتأييد 277 نائبا بمجلسي الشعب والشورى.[28][29]
- وفي مساء يوم السبت 7 إبريل، قام حزب الحرية والعدالة بترشيح محمد مرسي رئيس الحزب كمرشح احتياطي لخيرت الشاطر في حالة تعثر الأخير في خوض الانتخابات بسبب أي ثغرة قانونية.[30]
- وفي مساء يوم السبت 14 إبريل، قررت اللجنة العليا للانتخابات الرئاسية، استبعاده من سباق انتخابات 2012، بعد أن تبينت اللجنة أن صدور العفو من المجلس العسكري عن عقوباته التكميلية المتمثلة في حرمانه من مباشرة حقوقه السياسية، لا يكفي ليمارس حق الترشح والانتخاب، بموجب قانون العقوبات، وتأكدت من عدم صدور حكم برد اعتباره من القضاء العسكري في القضية المعروفة إعلامياً بـ«ميليشيات الأزهر».[31]
- وفي يوم الإثنين 16 أبريل 2012 قدّم محامو الشاطر تظلّماً على قرار استبعاده من قائمة المرشحين يظهر صحة موقفه القانوني.[11]

## وصلات خارجية
- صفحة حملة خيرت الشاطر في سباق انتخابات الرئاسة 2012 على الفيسبوك  على فيسبوك.
- موقع الشاطر- مشروع النهضة
- موقع خيرت الشاطر
- موقع إخوان ويب - الموقع الرسمي لجماعة الإخوان المسلمين باللغة الإنجليزية
- خيرت الشاطر.. زعيم الطلبة الذي تحول إلى زعيم إخوان، حسني عبد الرحيم
- حوار مع المهندس خيرت الشاطر - الدور السياسي المرتقب للإخوان في مصر، برنامج بلا حدود، أحمد منصور، قناة الجزيرة، 26 أكتوبر 2005م
- حوار مع خيرت الشاطر على يوتيوب، برنامج بلا حدود، أحمد منصور، قناة الجزيرة مباشر مصر، 8 فبراير 2012
- وجوه شهيرة في قضية الإخوان - الشاطر وندا ومالك وبشر وسعودي وعودة، إسلام أون لاين، 15 أبريل 2008
- مدونة إنسي